# Linea U6 (metropolitana di Vienna)
La linea U6 è una linea della metropolitana di Vienna, in Austria.
Venne aperta al pubblico il 7 ottobre 1989 e si estende per 17,3 km tra le stazioni di Siebenhirten e Floridsdorf: il tempo di percorrenza della linea è di 34 minuti. È composta di 24 stazioni, di cui 7 sotterranee. Il colore che la identifica è il marrone.

## Storia
La linea U6 è la più lunga del sistema delle U-Bahn viennese. Tra Längenfeldgasse e Spittelau corre sull'originale viadotto della Stadtbahn, la ferrovia urbana, che è stata chiusa nel 1989 per essere sostituita dalla U6 che venne aperta al pubblico il 7 ottobre 1989. A differenza di quanto accaduto nella U4, la maggior parte delle stazioni sono rimaste come erano in origine; per questo motivo la U6 utilizza treni e dispositivi di segnalazione ottica diversi da quelli delle altre linee. La sezione meridionale, da Siebenhirten a Bahnhof Meidling - Philadelphiabrücke, aperta il 15 aprile 1995, usa in parte un tratto in superficie costruito per i tram alla fine degli anni settanta. Il tratto successivo, da Philadelphiabrücke a Längenfeldgasse, è invece sotterraneo ed è stato aperto il 7 ottobre 1989; il tratto settentrionale tra Spittelau e Floridsdorf corre parzialmente sotto terra ed è stato aperto il 4 maggio 1996.

## Stazioni
Nell'elenco che segue, a fianco ad ogni stazione, sono indicati l'anno di entrata in servizio e gli eventuali interscambi ferroviari:

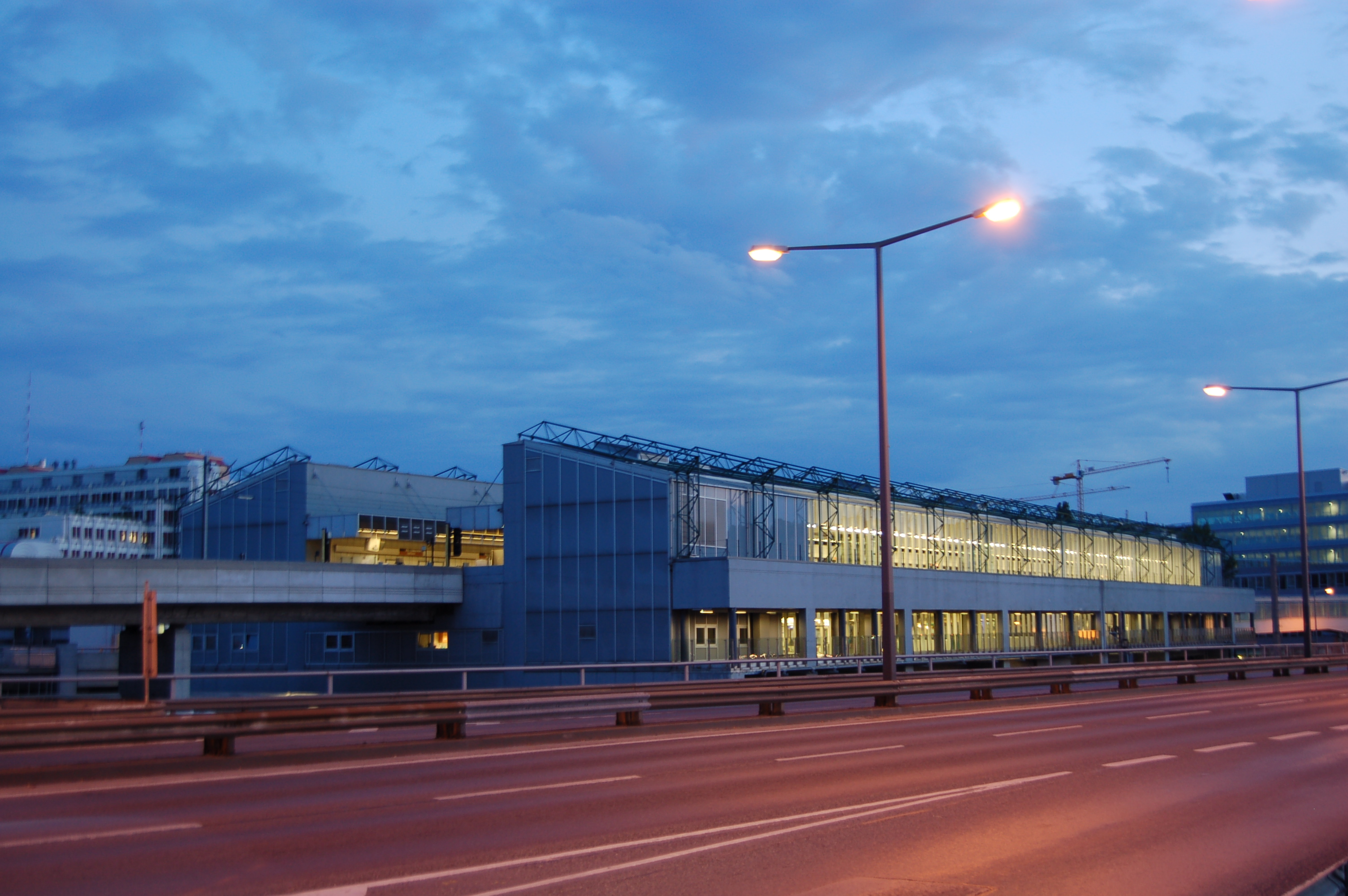
La stazione di Spittelau

| Unknown route-map component "uENDEa" |

| Urban station on track |

| Unknown route-map component "uÜST" |

| Urban stop on track |

| Urban stop on track |

|  | Unknown route-map component "uPSLa" | Unknown route-map component "uKDSTa" |

|  | Unknown route-map component "uKRWg+l" | Unknown route-map component "uKRWr" |

| Unknown route-map component "uÜST" |

| Unknown route-map component "uhHSTa" |

| Unknown route-map component "uhHST" |

| Unknown route-map component "uhSTRe" |

| Unknown route-map component "uÜST" |

| Urban stop on track |

| Unknown route-map component "uABZgr" |

| Unknown route-map component "utSTRa" |

| Unknown route-map component "utPSLa" |

| Unknown route-map component "utINT" |

| Unknown route-map component "utÜST" |

| Urban tunnel stop on track |

|  | Unknown route-map component "utABZg+l" | Unknown route-map component "utSTReq" |

| Unknown route-map component "utINT" |

| Unknown route-map component "utSTRe" |

| Unknown route-map component "uTUNNEL1q" | Unknown route-map component "uABZgr" |  |

| Unknown route-map component "uhKRZWa" |

| Unknown route-map component "uhÜST" |

| Unknown route-map component "uhHST" |

| Unknown route-map component "uhtSTRa" |

|  | Unknown route-map component "uetKRWgl" | Unknown route-map component "uextKRW+r" |

| Unknown route-map component "utSTRq" | Unknown route-map component "utTINTto" | Unknown route-map component "uxtKRZto" |

|  | Unknown route-map component "utPSLe" | Unused urban tunnel straight track |

|  | Unknown route-map component "uetKRWg+l" | Unknown route-map component "uextKRWr" |

| Unknown route-map component "utÜST" |

| Unknown route-map component "utCSTRa" |

| Unknown route-map component "uCHST" |

| Unknown route-map component "uCSTRe" |

| Unknown route-map component "uhHSTa" |

| Unknown route-map component "uhÜST" |

| Unknown route-map component "uhHST" |

| Unknown route-map component "uhHST" |

| Unknown route-map component "uhSTRe" |

| Unknown route-map component "uÜST" |

|  | Unknown route-map component "uKRWgl" | Unknown route-map component "uKRW+r" |

|  | Urban stop on track | Urban straight track |

|  | Unknown route-map component "uPSLe" | Urban non-passenger station/depot on track |

|  | Unknown route-map component "uABZg+l" | Unknown route-map component "uABZqr" |

| Unknown route-map component "uhSTRa" |

| Unknown route-map component "uhHST" |

| Unknown route-map component "uhÜST" |

| Unknown route-map component "uhHST" |

|  | Unknown route-map component "uehABZgl" | Unknown route-map component "uexhSTReq" |

| Unknown route-map component "ueABZq+r" | Unknown route-map component "uhTINT" | Urban transverse track |

| Unknown route-map component "uexhSTRl" | Unknown route-map component "uehABZgr" |  |

| Unknown route-map component "uhKRZW" |

| Unknown route-map component "uhtSTRa" |

| Unknown route-map component "utÜST" |

| Urban tunnel stop on track |

| Unknown route-map component "utÜST" |

| Urban tunnel stop on track |

| Unknown route-map component "uhtSTRe" |

| Unknown route-map component "uhINT" |

| Unknown route-map component "uhKRZW" |

| Unknown route-map component "uhÜST" |

| Unknown route-map component "uhKRZW" |

| Unknown route-map component "uhHST" |

| Unknown route-map component "uhtSTRa" |

| Unknown route-map component "utÜST" |

| Urban tunnel station on track |

| Unknown route-map component "utENDEe" |